# Всемирная книга фактов ЦРУ

Обложка издания 2016—2017 годов

Всеми́рная кни́га фа́ктов (Всемирный справочник ЦРУ, или Справочник ЦРУ по странам мира) (англ. The World Factbook) — справочник-альманах, сборник фактов о странах мира. Составляется и регулярно обновляется Центральным разведывательным управлением для нужд Правительства США. Справочник доступен в виде веб-сайта, который частично обновляется каждую неделю. Его также можно загрузить для использования в автономном режиме. Он содержит двух-трёхстраничную сводку демографических, географических, коммуникационных, правительственных, экономических и военных данных каждого из 267 международных объектов, включая признанные США страны, зависимые территории и другие регионы мира.
World Factbook подготовлен ЦРУ для использования официальными лицами правительства США, и его стиль, формат, охват и содержание в первую очередь предназначены для удовлетворения их требований. Однако он часто используется в качестве ресурса для научных исследований и новостных статей. Как результат работы правительства США, является общественным достоянием в Соединённых Штатах.

## История

### Предыстория
Необходимость обладания достоверными и актуальными данными о всех странах и территориях мира властями Соединённых Штатов Америки осознана после внезапного нападения японской авиации на Перл-Харбор в декабре 1941 года. В результате анализа этого акта агрессии и обсуждения планов дальнейших военных действий США власти обнаружили тот факт, что весь предшествующий период независимости государства разведка осуществлялась разрозненно, несколькими ведомствами, при этом анализ и систематизация собранных данных не координировались на общегосударственном уровне. Это привело к тому, что при получении ряда сведений эти ведомства часто дублировали друг друга, при этом при сопоставлении данных разных ведомств зачастую выявлялись противоречия, что, естественно, вызывало сомнения в их достоверности. Также Правительством США в тот период был признан ошибочным подход, когда в начальный период Второй мировой войны разведка США собирала в основном сведения о крупных мировых державах (например, был получен большой объём данных о представлявших тогда серьёзную военную угрозу Германии и Японии), в то время как сведения о целом ряде территорий Земли, считавшиеся ненужными или малозначимыми, не собирались вовсе. В числе таких «неважных» сведений, в частности, оказались данные о ряде островных территорий Тихого океана, где для противодействия японским войскам было решено высадить десант ВМФ США и морской пехоты. В ходе проведения данной военной операции было обнаружено, что сведения о многих островах являются недостоверными, неполными или полностью отсутствовали, что, конечно, затрудняло десантирование. Чтобы избежать подобных ситуаций в дальнейшем и сделать внезапное нападение на США невозможным, было принято решение об усилении межведомственной координации разведывательной деятельности на уровне Правительства США, результатом чего стало появление так называемых «Совместных отчётов», которые готовили для американских властей различные государственные ведомства США. Начало этому положил собранный 27 апреля 1943 года по инициативе генерала службы Джи-2 Джорджа Б. Стронга, адмирала Управления морской разведки США Г. К. Трейна и директора Управления стратегических сил США Уиильяма Дж. Донована учредительный комитет, по рекомендациям которого был образован «Совет по публикации отчётов о совместных разведывательных данных», целями которого были подготовка, группировка и публикация «Совместных отчётов армейской и морской разведок». Всего в период с апреля 1943 года по июль 1947 года данным органом было опубликовано 34 «Совместных отчёта».
После окончания Второй мировой войны власти США, дабы не утратить лидирующие позиции в мире, решили не ослаблять разведывательную деятельность, а наоборот расширить её. По этому вопросу автор ряда трудов по национальной безопасности США Джордж С. Питти в 1946 году, в частности, писал:

«Сохраняя мир, мы имеем дело со всеми сторонами, со всеми видами человеческой деятельности, а не просто с врагом и его военным производством».
26 июля 1947 года было образовано Центральное разведывательное управление (ЦРУ), начавшее свою деятельность 18 сентября того же года. Первый директор нового ведомства приступил к исполнению служебных обязанностей, в число которых входила подготовка «Совместных отчётов», с 1 октября 1947 года. 13 января 1948 года Национальным советом по безопасности США была выпущена Директива о разведке № 3, предписывающая подготовку «Отчёта государственной разведки», который по сути являлся аналогом «Совместных отчётов» применительно к мирному времени. Для составления данного документа Комитет США по географическим названиям составил список топонимов, Государственный департамент США подготовил географические справочники, а ЦРУ выпустило картографические материалы. В 1954 году для изучения структуры и управления ЦРУ был образован комитет Кларка комиссии Гувера. Подготовленный совместными усилиями «Отчёт…» был представлен Конгрессу США в 1955 году.

### Издания справочника
Первоначально «Всемирная книга фактов ЦРУ» была создана для итогового обобщения и регулярного обновления разделов «Отчёта государственной разведки». Первый печатный справочник вышел в августе 1962 года и был засекречен. В июне 1971 года издан справочник, не привязанный к «Отчёту…». В 1973 году программа по подготовке «Отчётов…» была свёрнута и выпуск справочника был продолжен уже вне неё. Впервые достоянием широкой публики справочник стал в 1975 году, когда его продажу начало осуществлять Управление печати Правительства США. Этим же ведомством осуществлено издание справочника 1996 года, переизданное им же на следующий год. Онлайн-версия запущена в июне 1997 года. Издания 2000—2013 годов доступны для скачивания в виде специальных файлов HTML (как отдельных, так и полного одного — последнее является своеобразной офлайн-копией справочника).
В 2008 году ЦРУ сообщило, что больше не планирует печатать данную книгу, а сосредоточится на наполнении её онлайн-версии (в частности, обновляя представляемые данные еженедельно). Издание печатной версии было передано Типографии Правительства США (Government Printing Office).

## Структура справочника

### Состав справочника
- Краткая история сбора основных данных разведки и справочника ЦРУ;
- Ключевые понятия;
- Рубрикация;
- Справочные статьи о странах и территориях мира;
- Приложения:
  - Сокращения;
  - Структура ООН;
  - Международные организации и группы;
  - Основные международные соглашения по окружающей среде;
  - Таблица соответствий информационных кодов стран.
- Справочные карты[1].

### Рубрикация статей
- История (вводная часть);
- География;
- Демография;
- Государственное устройство;
- Экономика;
- Телекоммуникации;
- Транспорт;
- Вооружённые силы;
- Международные проблемы[1].

### Порядок размещения статей
Статьи о странах и территориях в справочнике размещены в алфавитном порядке (название каждой статьи совпадает с названиями соответствующей страны или территории). Страны и территории не сгруппированы по континентам или частям света, но при этом в справочнике присутствует статья о мире в целом.